# Anomopterella ovalis
Anomopterella ovalis  (лат.) — ископаемый вид перепончатокрылых насекомых из семейства Anomopterellidae (Evanioidea). Обнаружены в юрских отложениях Центральной Азии (около 160 млн лет; Daohugou Village, Shantou Township, Ningcheng County, Внутренняя Монголия, Китай).

## Описание
Мелкие наездники: длина тела около 6 мм, длина переднего крыла около 5 мм. Ячейка cu-a постфуркальная. Рудиментарная 1r-rs много короче 1m-cu. От близкого вида Anomopterella huangi отличается более короткими и широкими ногами, от Anomopterella mirabilis отличается начинающейся отдалённо от птеростигмы жилкой Rs, более коротким яйцекладом, а от вида Anomopterella brachystelis относительно более широким петиолярным первым метасомальным сегментом.
Переднее крыло с жилкой Rs+M достигающей 1m-cu. Усики толстые. Проподеум длинный.
Мезонотум с поперечными килями. Передние крылья с широкой костальной областью. Жилка 2r-rs соединяется с птеростигмой апикально; имеются только одна поперечная жилка r-m (3r-m) и две ячейки mcu. Первый метасомальный сегмент базально суженный. Яйцеклад короткий.
Вид был впервые описан по отпечаткам в 2013 году российским палеоэнтомологом Александром Павловичем Расницыным (ПИН РАН, Москва) и его китайскими коллегами (Longfeng Li,  Chungkun Shih, Dong Ren; College of Life Sciences, Capital Normal University, Пекин, Китай). Видовое название дано по овальной форме мезосомы и метасомы («ovalis» — овальный).